# Yakama Sun Kings

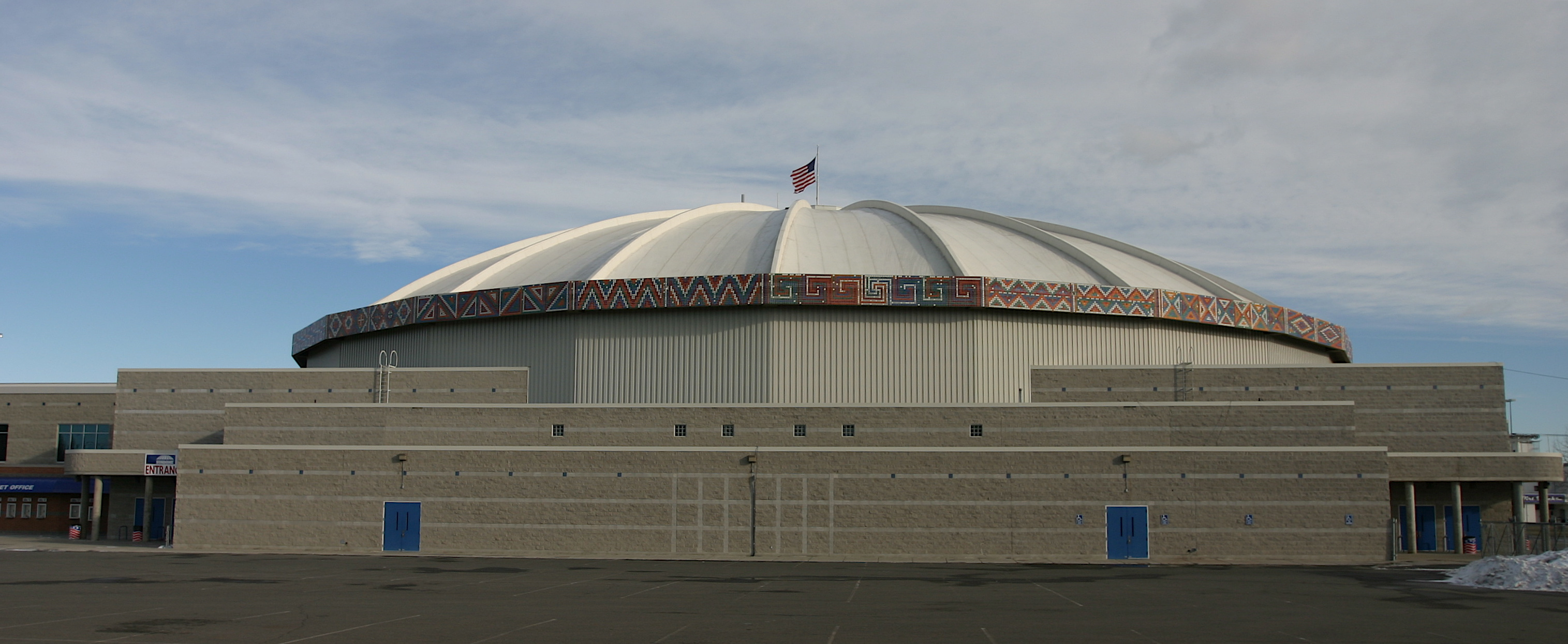
Lo Yakima SunDome, Yakima, Washington

Gli Yakama Sun Kings sono stati una società di pallacanestro di Yakima, nello Stato di Washington, nel Nord-Ovest degli Stati Uniti d'America.
Sono una delle squadre più vincenti tra le leghe minori di pallacanestro nordamericane, avendo conquistato il titolo della CBA per 5 volte.
Fondati nel 1985 a Kansas City come Kansas City Sizzlers, dal 1990 hanno avuto sede nella cittadina di Yakima, contando anche sul bacino di pubblico dell'area metropolitana di Tri-Cities.
Nel 2005 la squadra è stata acquistata dalla Nazione indiana degli Yakama, e quindi rinominata Yakama Sun Kings. Dopo due titoli consecutivi, nel 2006 e nel 2007, le perdite economiche hanno fatto sì che gli Yakama abbandonassero la squadra, che non ha trovato altri investitori e ha chiuso i battenti nel 2008.

## Stagioni
| Stagione | Lega | Denominazione        | V  | P  | %    | Piazzamento | Play-off                 |
| -------- | ---- | -------------------- | -- | -- | ---- | ----------- | ------------------------ |
| 1985-86  | CBA  | Kansas City Sizzlers | 25 | 23 | 52,1 | 5º          | Quarti di finale         |
| 1986-87  | CBA  | Topeka Sizzlers      | 24 | 24 | 50,0 | 3º          | Semifinale di division   |
| 1987-88  | CBA  | Topeka Sizzlers      | 21 | 33 | 38,9 | 5º          | -                        |
| 1988-89  | CBA  | Topeka Sizzlers      | 14 | 40 | 25,9 | 6º          | -                        |
| 1989-90  | CBA  | Topeka Sizzlers      | 10 | 46 | 17,9 | 4º          | -                        |
| 1990-91  | CBA  | Yakima Sun Kings     | 15 | 41 | 26,8 | 4º          | -                        |
| 1991-92  | CBA  | Yakima Sun Kings     | 13 | 43 | 23,2 | 5º          | -                        |
| 1992-93  | CBA  | Yakima Sun Kings     | 22 | 34 | 39,3 | 4º          | -                        |
| 1993-94  | CBA  | Yakima Sun Kings     | 24 | 32 | 42,9 | 3º          | -                        |
| 1994-95  | CBA  | Yakima Sun Kings     | 36 | 20 | 64,3 | 1º          | Campioni                 |
| 1995-96  | CBA  | Yakima Sun Kings     | 19 | 37 | 33,9 | 3º          | -                        |
| 1996-97  | CBA  | Yakima Sun Kings     | 25 | 31 | 44,6 | 3º          | Primo turno              |
| 1997-98  | CBA  | Yakima Sun Kings     | 26 | 30 | 46,4 | 3º          | Semifinale di conference |
| 1998-99  | CBA  | Yakima Sun Kings     | 30 | 26 | 53,6 | 2º          | Primo turno              |
| 1999-00  | CBA  | Yakima Sun Kings     | 33 | 23 | 58,9 | 2º          | Campioni                 |
| 2000-01  | CBA  | Yakima Sun Kings     | 12 | 12 | 50,0 | 2º          | non disputati            |
| 2001-02  |      | non disputata        |    |    |      |             |                          |
| 2002-03  | CBA  | Yakima Sun Kings     | 28 | 20 | 58,2 | 2º          | Campioni                 |
| 2003-04  | CBA  | Yakima Sun Kings     | 10 | 38 | 20,8 | 7º          | -                        |
| 2004-05  | CBA  | Yakima Sun Kings     | 17 | 31 | 35,4 | 4º          | -                        |
| 2005-06  | CBA  | Yakama Sun Kings     | 31 | 17 | 64,6 | 1º          | Campioni                 |
| 2006-07  | CBA  | Yakama Sun Kings     | 38 | 13 | 74,5 | 1º          | Campioni                 |
| 2007-08  | CBA  | Yakama Sun Kings     | 43 | 7  | 86,0 | 3º          | -                        |